# Mercè Pedret Ramos
Maria Mercè Pedret i Ramos (Benifallet, 15 de febrer de 1956) farmacèutica i política catalana. Alcaldessa de Benifallet (2015-actualment). Diputada a la Diputació de Tarragona i alcaldessa. Membre del Consorci per al desenvolupament Baix Ebre i Montsià (BEMO) des de 2015. Consellera comarcal des de 2019 fins al 2023. Vicepresidenta de salubritat al COPATE des de 2019 fins al 2023. Membre de la Comisión de Igualdad de la FEMP des de 2019. Consellera i vicepresidenta primera del CCBE des de juliol de 2023 fins 2025.